# Eclipse lunar de 9 de fevereiro de 2009
| Eclipse Lunar Penumbral 9 de fevereiro de 2009                                                                     | Eclipse Lunar Penumbral 9 de fevereiro de 2009 |
| --- | ---------------------------------------------- |
| Momentos antes do máximo do eclipse visto de Chennai, Índia - 14:29 UTC                                            |                                                |
| A Lua cruzando a região sul ao redor do cone de sombra da Terra, sendo levemente escurecida pela zona de penumbra. |                                                |
| Gamma | -1,06401                                       |
| Saros (e membro)                                                                                                   | 143 (17 de 72)                                 |
| Sequência de eclipses lunares                                                                                      |                                                |
| Anterior | 16 de agosto de 2008                           |
| Próximo | 6 de agosto de 2009                            |
| Duração (hr:mn:sc)                                                                                                 |                                                |
| Penumbral | 3:58:54                                        |
| Fases e Horários do Eclipse (UTC)                                                                                  |                                                |
| P1 | 12:38:46                                       |
| Máximo | 14:38:15                                       |
| P4 | 16:37:40                                       |

O eclipse lunar de 9 de fevereiro de 2009 foi um eclipse penumbral, o primeiro de quatro eclipses lunares do ano, e primeiro como penumbral. Foi visível da Ásia, oeste dos Estados Unidos e Canadá e partes do Pacífico.
Teve magnitude penumbral de 0,8995 e umbral de -0,0882. Sua duração foi de quase 239 minutos.
A penumbra da Terra cobriu grande parte do disco lunar (quase 90% da superfície), fazendo com que perdesse gradualmente e consideravelmente o seu brilho normal, à medida com que se aproxima da região da umbra, ao norte da superfície da Lua, que por sua vez estava bem próxima da sombra umbral, produzindo um escurecimento notável nessa região. Foi um dos eclipses penumbrais mais profundos e escuros desde  14 de março de 2006, quando houve um  eclipse penumbral total, um tipo excepcional dos eclipses penumbrais, quando a faixa de penumbra cobre totalmente o disco lunar. Além disso, esteve ainda mais próxima da região da sombra umbral, e portanto, o eclipse foi um pouco mais escuro.